# Оберстдорф
О́берстдорф (нем. и бав. Oberstdorf) — ярмарочная община в Германии, в земле Бавария.
Община расположена в правительственном округе Швабия в районе Верхний Алльгой. Население составляет 9889 человек (на 31 декабря 2010 года). Занимает площадь 229,74 км².

## Население
По оценке на 31 декабря 2015 года население общины Оберстдорф составляет 9638 чел. 

| Дата      | 1840 | 1871 | 1900 | 1925 | 1939 | 1950 | 1961 | 1970  | 1987 | 2011 |
| --------- | ---- | ---- | ---- | ---- | ---- | ---- | ---- | ----- | ---- | ---- |
| Население | 2827 | 2663 | 3137 | 5652 | 6565 | 9803 | 9730 | 11375 | 9994 | 9467 |

| Год       | 1960  | 1970  | 1980  | 1990  | 2000  | 2009 | 2010 | 2011 | 2012 | 2013 | 2014 | 2015 |
| --------- | ----- | ----- | ----- | ----- | ----- | ---- | ---- | ---- | ---- | ---- | ---- | ---- |
| Население | 10472 | 11599 | 11378 | 10575 | 10060 | 9968 | 9889 | 9488 | 9580 | 9572 | 9590 | 9638 |

## Достопримечательности
- В окрестностях Оберсдорфа находится знаменитое ущелье Брайтахкламм.
- На городском кладбище расположена могила Павла Петровича Скоропадского, бывшего гетмана Украины.

## Спорт
Оберстдорф известен как место проведения многочисленных соревнований по зимним видам спорта. Здесь 4 раза проводились чемпионаты мира по лыжным видам спорта (1931, 1987, 2005, 2021). На классическом трамплине Оберстдорфа регулярно проходит этап «Турне четырёх трамплинов», а на гигантском — чемпионаты мира по полётам на лыжах. Ежегодно в начале осени здесь проходит турнир по фигурному катанию Nebelhorn Trophy. Трижды город принимал юниорский чемпионат мира по фигурному катанию (1982, 2000 и 2007 годы).

## Фотогалерея

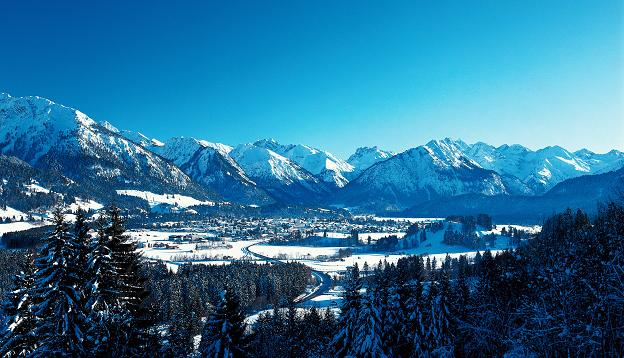
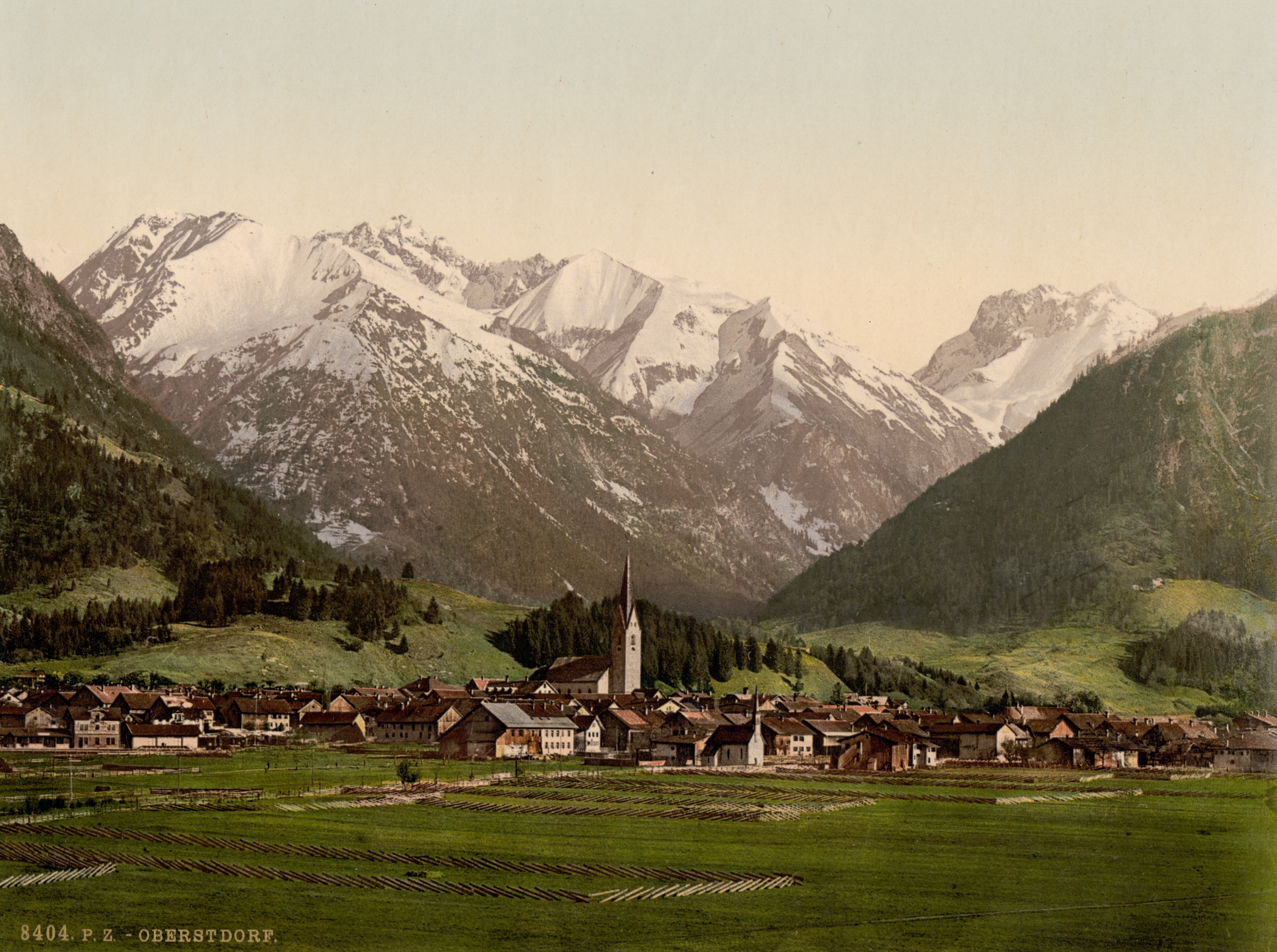
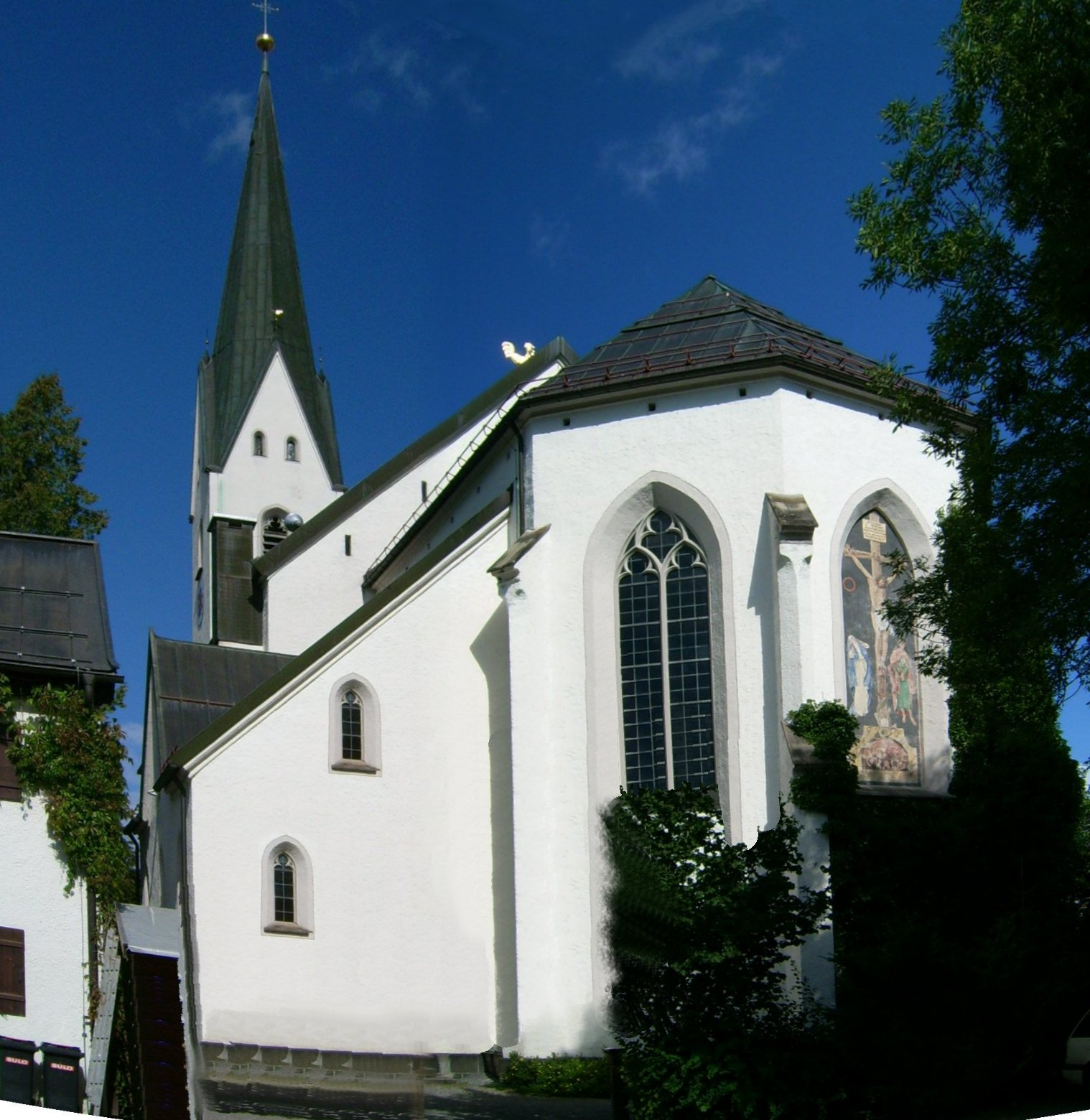
Церковь
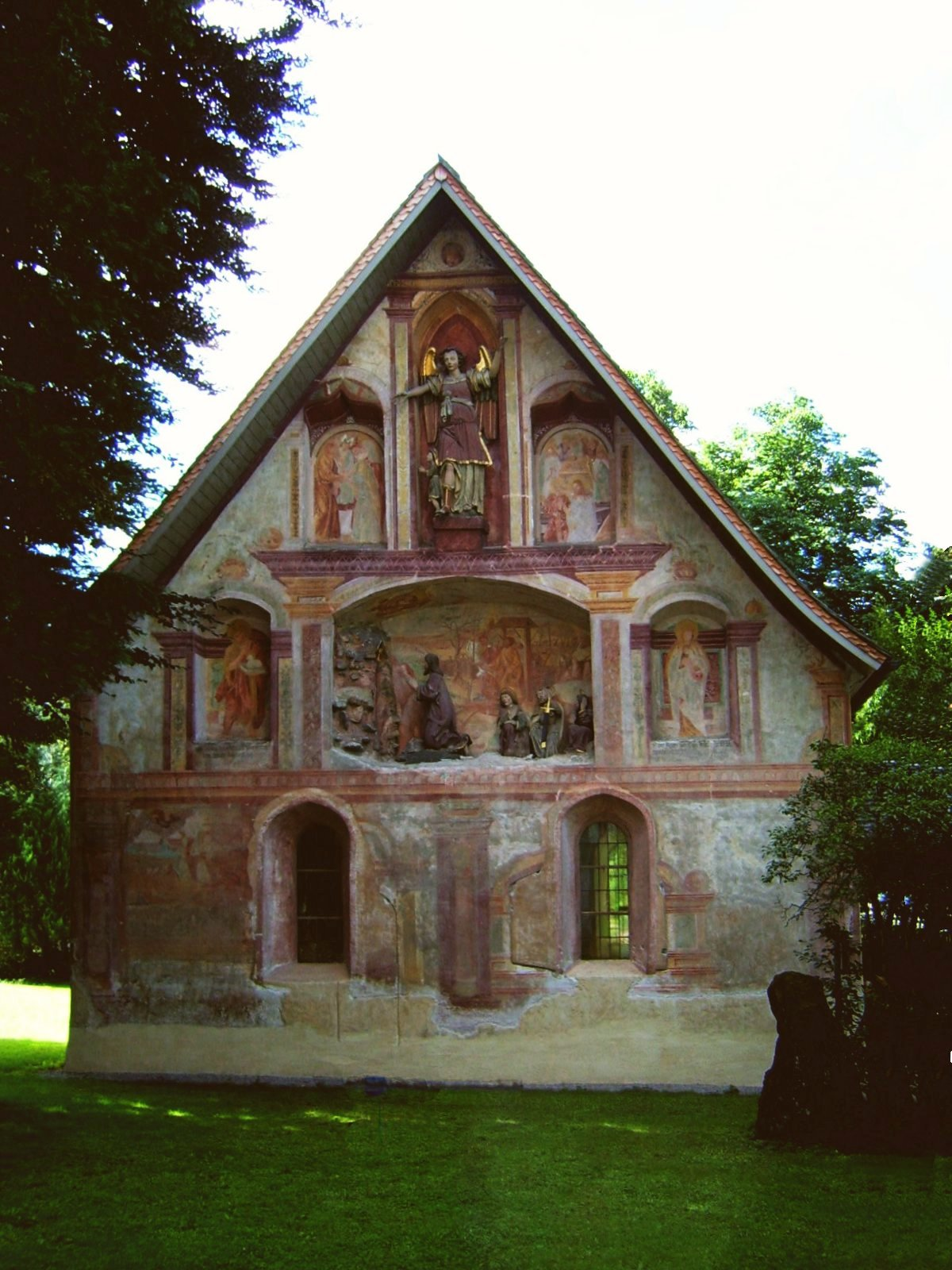
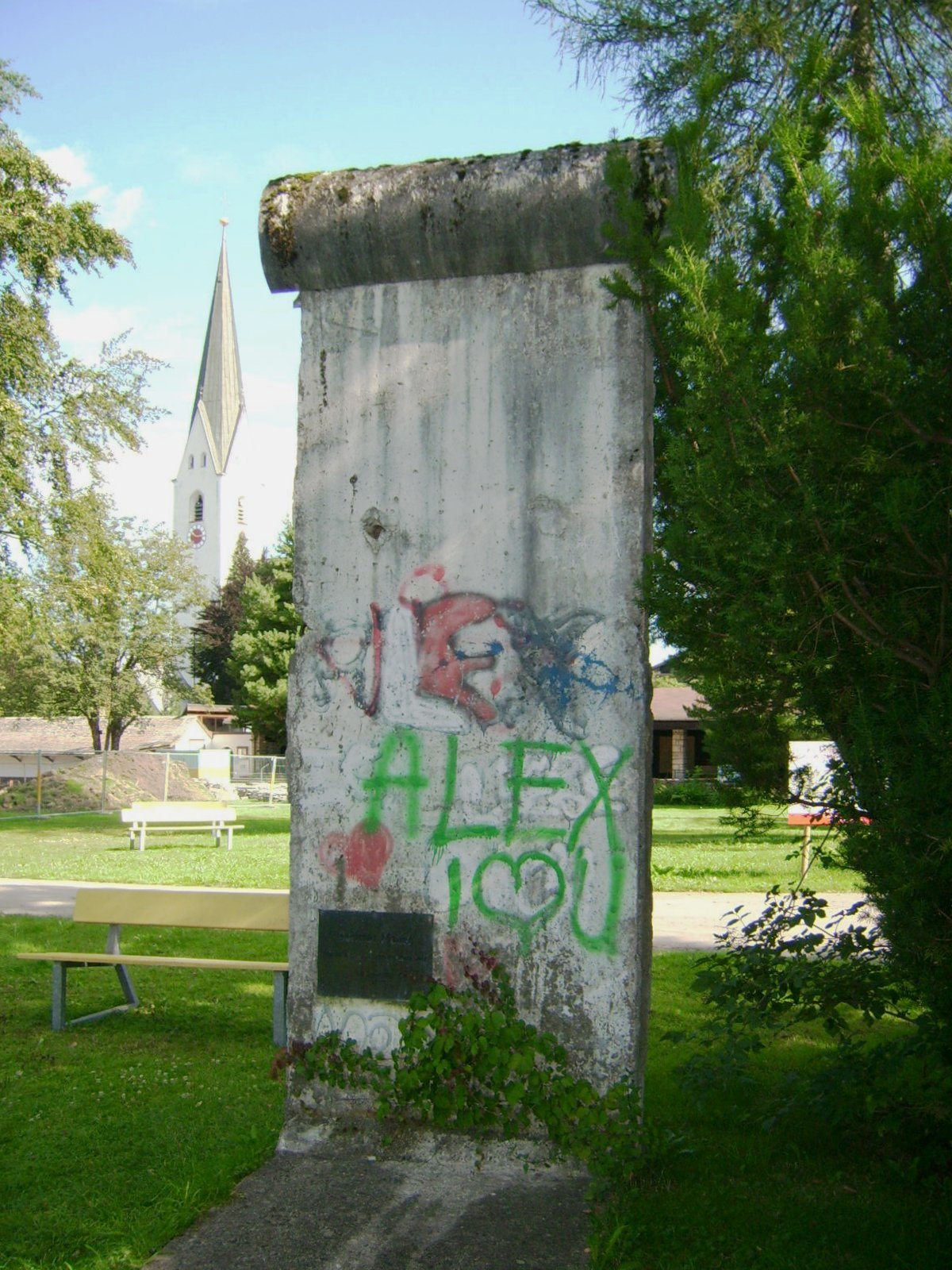